# سيتي نورجنة جوهانتيني
سيتي نورجنة جوهانتيني (بالإندونيسية: Siti Noordjannah Djohantini) باحثة إسلامية من إندونيسيا. حاليًا تقضي فترة ولايتها الثانية كزعيم لـ عيسية، وهي أول منظمة إسلامية لجميع النساء في إندونيسيا. تم انتخابها لولايتها الثانية كقائدة في 6 أغسطس 2015، في نفس اليوم الذي انتُخب فيه زوجها حيدر ناشر لولايته الأولى كزعيم الجمعية المحمدية. كما شاركت في تأسيس منظمة ياسانتي وهي أول منظمة غير حكومية لحقوق العاملات في إندونيسيا.
نشأت جوهانتيني في أسرة كانت نشطة للغاية في مجموعات المجتمع المدني الإسلامي. التحقت بمدارس المحمدية من المرحلة الابتدائية إلى الثانوية، وكانت نائبة رئيس الجناح الطلابي المحمدية من 1983 إلى 1986، وكانت رئيسة جناح الشباب في عيسية من 1990 إلى 1995 ، وعملت محاضرة في جامعة المحمدية في كلية يوجياكارتا للاقتصاد.

## الأسرة
ولدت سيتي نورجنة جوهانتيني وترعرعت في بيئة عائلية دينية. كان اسم والدها أرداني زنال، بينما كان اسم والدتها سيتي جواريا. متزوج من د. حيدر ناشر وهو أحد كوادر وإداريي الجمعية المحمدية المركزية. من زواجه من حيدر ناشر رزقت نورجنة بطفلين: حليمة نضيفة مجاهدة ونهى علية الرحمن.

## التعليم
بدأ تعليم نورجنة الرسمي مع الجمعية المحمدية يوجياكرتا، ثم المدرسة المحمدية غوديين الإعدادية، ثم المدرسة الثانوية المحمدية يوجياكارتا الثانية. بعد ذلك درست نورجنة برنامج درجة البكالوريوس في كلية الاقتصاد بجامعة التنمية الوطنية (قدامى المحاربين) في يوجياكارتا، ثم حصلت على برنامج الماجستير في الإدارة المالية في الجامعة الإسلامية في إندونيسيا في يوجياكارتا. بالإضافة إلى ذلك تولت نورجنة برنامج إدارة الموارد البشرية في جامعة جادجا مادا يوجياكارتا.